# Jean Cadard
Jean Cadard (* 1374 in der Picardie; † 23. April 1449 in Avignon) war Hofmeister, Hofarzt und Berater von Karl VII.
Nach der Ermordung von Johann Ohnefurcht am 10. September 1419 musste er sich ins Exil nach Avignon begeben, wo er Lehnsherrschaften über die Orte Oppède und Thor übernahm. Bekanntheit erlangte er vor allem durch eine von Enguerrand Quarton gemalte Schutzmantelmadonna, auf der er kniend mit seiner Gattin Jeanne de Moulins dargestellt ist.

## Leben
Von picardischer Herkunft, auch unter den Namen Jean de Maissy oder Jean Cadart bekannt, begann er seine Laufbahn als Arzt am Hofe von Karl VI., wo er sich um die Prinzen, insbesondere um den zukünftigen Karl VII. kümmerte. Als dessen Hofmeister stand er im Briefwechsel mit Jean Gerson, der unter dem Titel Messages au précepteur du Dauphin („Nachrichten an den Hofmeister des Dauphin“) sowie Traktat oder Anweisungen des Doctor Christianissimus veröffentlicht wurde.
Der zum König von Frankreich gekürte Dauphin und sein Berater Cadard begaben sich zusammen zu einer Unterredung auf die Stadtbrücke von Montereau, bei der es zur Ermordung des Burgunderherzogs Johann Ohnefurcht kam. Cadard wurde von Philipp III., dem Sohn des verstorbenen Herzogs, als einer der Hauptanstifter des Mordes verdächtigt und musste sich ins Exil nach Avignon begeben. Dort erschien er vor den Verwaltern der Stadt mit einem königlichen Brief ausgestattet, in dem Karl VII. ihn als seinen „Freund, treuen Berater und ersten Arzt“ empfahl.
Vor Ort erwarb Cadard zwischen 1423 und 1439 mehrere Gebäude im Viertel der Fusteries. Ein mit dem Kardinal-Legaten Pierre de Foix abgeschlossener Kaufbrief bezeugt den Erwerb eines alten Hauses (hospicium antiquum) 1434 nahe dem Pertus-Portal. Das Haus wurde vollständig restauriert und ist heute unter dem Namen Maison de Jean Cadard bekannt.

### Als Geldgeber
Als königlicher Berater kam er nicht mit leeren Koffern nach Avignon. Im Comtat Venaissin kaufte er 1425 und 1447 die Lehnsgüter von Oppède und Thor. Zudem wurde er Gläubiger der Stadt Florenz, verlieh Geld an die königliche Schatzkammer über den Mittelsmann Jacques Cœur und streckte dem Großkämmerer Jean de Dunois einen Teil des Lösegeldes für den in England festgehaltenen Karl von Orléans vor.

### Altarbild von Enguerrand Quarton

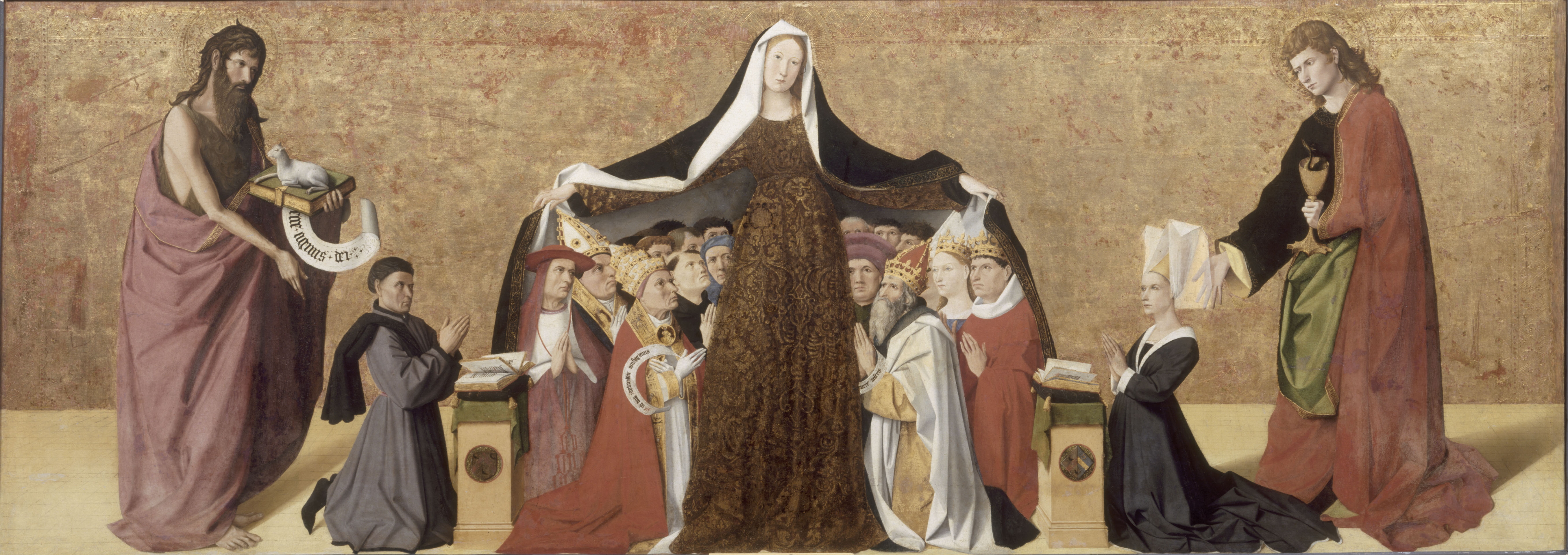
Die Schutzmantelmadonna von Enguerrand Quarton zeigt Jean Cadard unter dem Schutz von Johannes dem Täufer und seine Gattin Jeanne de Moulins unter dem Schutz von Apostel Johannes, Musée Condé in Chantilly.

Kurz vor seinem Tod ließ Cadard eine Kapelle in der Cölestinerkirche von Avignon bauen, in deren Nähe auch Kardinal Peter von Luxemburg bestattet wurde. Cadard verstarb am 23. April 1449. Zwei Jahre später ließ sein Sohn Pierre die Kapelle fertigstellen und beauftragte den picardischen Maler Enguerrand Quarton eine Schutzmantelmadonna anzufertigen, auf dem auch seine Eltern zu sehen sein sollten. Das Altarbild wurde möglicherweise von Pierre Villate vollendet. Heute im Musée Condé von Chantilly ausgestellt, gehört es zu einem der Hauptwerke der zweiten Avignoner Schule.